# Eamon Boland
Eamon Denis Boland (Manchester, 15 de julho de 1947) é um ator inglês. Eamon tem desempenhado Tony Walker em Casualty, Frank O'Connor em Coronation Street, Gerry Hollis em Kinsey, Jim Gray em The Chief e Phil Fox em Fox. Também apareceu em The Gentle Touch, The Bill, Stay Lucky, Soldier Soldier, The Grand, Peak Practice, Brookside, Doctors, Early Doors, Spearhead e Holby City.